# Denise Saraceni
Denise Nunes Saraceni (Rio de Janeiro, 30 de março de 1955) é uma diretora e produtora brasileira de televisão, cinema e teatro. É reconhecida por ser a primeira mulher a ocupar o cargo de diretora de núcleo na TV Globo, posição que assumiu em 2001 com a novela Estrela-Guia. Com mais de quatro décadas de carreira, Saraceni dirigiu algumas das produções mais emblemáticas da televisão brasileira, incluindo novelas, minisséries, especiais e filmes. Seu trabalho é marcado por uma combinação de inovação estética, direção sensível de elenco e domínio técnico narrativo.
Sobrinha do cineasta Paulo César Saraceni, um dos principais nomes do movimento Cinema Novo, Denise cresceu em um ambiente artístico profundamente influenciado pela linguagem cinematográfica e pela cultura brasileira. Essa herança cultural teve papel fundamental na formação de seu olhar estético e de sua trajetória como diretora.

## Carreira
Denise Saraceni formou-se em Direção Teatral pelas Faculdades Integradas Hélio Alonso (FACHA), no Rio de Janeiro. Iniciou sua trajetória profissional na televisão ainda nos anos 1970, na TV Globo, onde atuou como produtora em programas e teleteatros. Posteriormente, transferiu-se para a Rede Manchete, onde estreou como diretora de novelas, assinando as produções Novo Amor (1986) e Helena (1987). 
Em 1988, retornou à TV Globo, desta vez como diretora de novelas, começando por Fera Radical. Nos anos seguintes, dirigiu tramas de grande audiência como O Salvador da Pátria, Mico Preto, Felicidade e O Mapa da Mina. Seu trabalho consolidou-se na década de 1990, e em 2001 ela se tornou a primeira mulher a ocupar o cargo de diretora de núcleo na emissora, estreando essa função na novela Estrela-Guia. 
Como diretora de núcleo, coordenou diversas produções de sucesso, incluindo Torre de Babel, Sabor da Paixão, Da Cor do Pecado, Belíssima, Ciranda de Pedra, Passione, Cheias de Charme e Saramandaia. Também teve papel de destaque na direção de minisséries e especiais, como Meu Destino É Pecar, O Tempo e o Vento, Desejo, Agosto, Memorial de Maria Moura, A Madona de Cedro, Engraçadinha, A Muralha, Queridos Amigos e Ligações Perigosas. Além disso, dirigiu quadros e especiais como Como Manda o Figurino, O Natal do Menino Imperador, Dó-Ré-Mi-Fábrica e Tudo Novo de Novo. 
Em 2022, Denise estreou no cinema como diretora do longa-metragem Pixinguinha – Um Homem Carinhoso, protagonizado por Seu Jorge e Taís Araújo, marcando sua estreia no audiovisual de longa duração com uma obra biográfica de forte relevância cultural.
Após mais de quatro décadas dedicadas à TV Globo, Denise Saraceni encerrou sua trajetória na emissora em 2021, abrindo um novo capítulo em sua carreira como empreendedora do audiovisual. Fundou a Girassol Azul, produtora independente e incubadora de talentos voltada para o desenvolvimento de projetos autorais e para a formação de novas vozes criativas no mercado. A produtora foi cofundada ao lado da figurinista Gogóia Sampaio e da cineasta Adélia Sampaio, a primeira diretora negra do cinema brasileiro, reforçando o compromisso da iniciativa com diversidade, inclusão e excelência artística. À frente da Girassol Azul, Denise atua como diretora artística, mentora e produtora executiva, impulsionando obras que valorizam a pluralidade estética e narrativa, promovendo conexões entre gerações e formatos. A produtora tem como missão fomentar um espaço criativo onde projetos inovadores possam emergir com liberdade autoral, impacto cultural e alto rigor técnico.

## Trabalhos

### Na Televisão
Novelas
- 2016/2017 A Lei do Amor (Direção Geral e Artística)
- 2014 Geração Brasil (Direção Núcleo)
- 2013 Saramandaia (Direção Geral e Núcleo)
- 2012 Cheias de Charme (Direção de Núcleo)
- 2010/2011 Passione (Direção Geral e Núcleo)
- 2008 Ciranda de Pedra (Direção Núcleo)
- 2005/2006 Belíssima (Direção Geral e Núcleo)
- 2004 Da Cor do Pecado (Direção Geral e Núcleo)
- 2002/2003 Sabor da Paixão (Direção Geral e Núcleo)
- 2001 Estrela-Guia (Direção Geral e Núcleo)
- 1998/1999 Torre de Babel (Direção Geral)
- 1997/1998 Anjo Mau (Direção Geral)
- 1993 O Mapa da Mina (Direção Geral)
- 1991/1992 Felicidade (Direção Geral)
- 1990 Mico Preto (Direção)
- 1989 O Salvador da Pátria (Direção)
- 1988 Fera Radical (Direção)
- 1987 Helena (Rede Manchete) (Direção)
- 1986 Novo Amor (Rede Manchete) (Direção)

Minisséries
- 2016 Ligações Perigosas (Direção Geral e Núcleo)
- 2008 Queridos Amigos (Direção Geral e Núcleo)
- 2000 A Muralha (Direção Geral e Núcleo)
- 1995 Engraçadinha: Seus Amores e Seus Pecados (Direção Geral)
- 1994 Memorial de Maria Moura (Direção)
- 1994 A Madona de Cedro (Direção)
- 1993 Agosto (Direção)
- 1990 Desejo (Direção)
- 1985 O Tempo e o Vento (Direção)
- 1984 Meu Destino É Pecar (Direção)

Diversos
- 2022 Pixinguinha - Um Homem Carinhoso[1]
- 2013 - Como Manda o Figurino Reality ( Fantastico) Criação e Direção artistica
- 2009 Dó Ré Mi Fábrica (especial) (Direção e Núcleo)
- 2009 Tudo Novo de Novo (seriado) (Direção Geral e Núcleo)
- 2008 O Natal do Menino Imperador (especial) (Direção e Núcleo)
- 1996 A Vida como Ela é... (série) (Direção)
- 1990 Delegacia de Mulheres (seriado) (Direção)